# Kwame Opoku-Bonsu
Kwame Opoku-Bonsu est un conférencier et professeur d'arts ghanéen. Il est connu pour ses publications sur la restitution des œuvres et biens culturels africains déplacés et collectionnées hors d'Afrique.

## Biographie

### Carrière
Kwame Opoku-Bonsu publie des centaines d'articles sur modernghana.com où il parle d'œuvres culturelles africaines qui sont hors du continent. Il est connu pour ses publications sur la restitution des œuvres et biens culturels africains déplacés et collectionnées hors d'Afrique,,,.